# ريندال مونرو
ريندال مونرو (بالإنجليزية: Rendall Munroe)‏ مواليد 1 يونيو 1980 في لستر، إنجلترا، هو ملاكم محترف إنجليزي يصنف ضمن فئة الوزن الخفيف.

## إحصائيات
خاض خلال مسيرته 34 نزالا، فاز في 28 وتعادل في 1 وخسر في 5. فاز بالضربة القاضية في 11 نزالا.

## روابط خارجية
- ريندال مونرو على موقع بوكس ريك (الإنجليزية) (registration required)